# Leptorhoptrum
Leptorhoptrum robustum es una especie de araña araneomorfa de la familia Linyphiidae. Es el único miembro del género monotípico Leptorhoptrum.

## Distribución
Es un endemismo de la zona holártica.